# Willow Island (Nebraska)
Willow Island es un lugar designado por el censo ubicado en el condado de Dawson en el estado estadounidense de Nebraska. En el Censo de 2010 tenía una población de 26 habitantes y una densidad poblacional de 3,57 personas por km².

## Geografía
Willow Island se encuentra ubicado en las coordenadas 40°53′24″N 100°4′15″O / 40.89000, -100.07083. Según la Oficina del Censo de los Estados Unidos, Willow Island tiene una superficie total de 7.29 km², de la cual 7.29 km² corresponden a tierra firme y (0%) 0 km² es agua.

## Demografía
Según el censo de 2010, había 26 personas residiendo en Willow Island. La densidad de población era de 3,57 hab./km². De los 26 habitantes, Willow Island estaba compuesto por el 100% blancos, el 0% eran afroamericanos, el 0% eran amerindios, el 0% eran asiáticos, el 0% eran isleños del Pacífico, el 0% eran de otras razas y el 0% pertenecían a dos o más razas. Del total de la población el 11.54% eran hispanos o latinos de cualquier raza.